# 牟子理惑論
《牟子理惑论》，又叫《理惑论》、《牟氏理惑论》、《牟子》，是中国最早的佛教论书，相传由东汉牟子著述。全书以问答体写就，回答了儒家思想对佛教的偏见和诘问，体现了佛教初传中国时的思想面貌，被认为是了解佛教初传中国之情况，研究中国佛教形成和发展的重要文献。
全书凡39章，主要围绕佛和儒的“剃髮出家与行孝之争”、“不婚无嗣与礼教之争”、“神灭与神不灭之争”展开——简单而言即“夷夏之争”，最终落到佛道儒三教一致的观点上。《理惑论》内容所涉交州（今越南）风俗、中国人对佛教的偏见等，与魏晋汉时期状况符合，诸多提问是魏晋南北朝时佛教与道教、儒家争论的焦点，论据论点也没能突破当时的藩篱，还是六朝以前的观点。

## 记载
该书最早见于南北朝刘宋、南齐时人陆澄所著的《法论》一书，称作《牟子》，引用了其中「汉明帝遣使求法」的故事。《法论》已经失传，但在齐梁僧人僧佑编纂的《出三藏记集》书中留下了目录。僧祐在著述《弘明集》中收入了《理惑论》全文，这是可查的最早的全文记载。
另外，在《隋书·经籍志·子部儒家类》目录中记有《牟子》二卷，《新唐书》、《旧唐书》也都记载了《牟子》的存在。南朝梁时《世说新语》引用了其正文内容一则。在唐朝《北山录》中说《理惑论》原名《治惑》，後爲避唐高宗李治之名讳而改称爲《理惑论》，但版本或已与原本不同。

## 作者
该书作者“牟子”者究竟是何身份，现已很难考证。首载《牟子》书名的《法论》，对其作者也说“一云苍梧太守牟子博传”，并无确指。《隋书》指出作者爲“汉太尉牟融撰”。
按史，“牟子博”名不见经传，无从考证。有学者怀疑是传抄错误，将“传”作“博”，最後留下“牟子博传”四字。另一重要人选，东汉人牟融，在《後漢書》中有他的传记。但牟融是汉明帝、汉章帝时人，而《牟子》一说序文中说作者是汉灵帝、汉献帝时人，两个年代相去百年。还有一种观点认为，牟子名叫牟融，字子博，苍梧人，东汉末年的隐士，公元189年後迁往交趾郡，因信仰佛教而遭非议，故著书梳理争论，以申佛论。这一观点被记载在《佛祖统纪》一书中。
也有观点认为，该书可能不是东汉写成，而是经过魏晋南北朝逐渐完成，并更改了数个版本後在《弘明集》中定稿，并传播开来。

## 註释
1. ↑  黄倾一. . 四川人民出版社. 2005. ISBN 9787220068980.
2. 1 2  吳根友. . ISBN 9787539660295.
3. 1 2 3  .   [2020-03-04]. （原始内容存档于2012-08-01）.
4. ↑  谭世保.《漢唐佛史探真》.中山大学出版社, 1991.ISBN=ISBN 9787306003638